# Wayne Lakes (Ohio)
Wayne Lakes es una villa ubicada en el condado de Darke en el estado estadounidense de Ohio. En el Censo de 2010 tenía una población de 718 habitantes y una densidad poblacional de 427,15 personas por km².

## Geografía
Wayne Lakes se encuentra ubicada en las coordenadas 40°1′18″N 84°39′46″O / 40.02167, -84.66278. Según la Oficina del Censo de los Estados Unidos, Wayne Lakes tiene una superficie total de 1.68 km², de la cual 1.37 km² corresponden a tierra firme y (18.34%) 0.31 km² es agua.

## Demografía
Según el censo de 2010, había 718 personas residiendo en Wayne Lakes. La densidad de población era de 427,15 hab./km². De los 718 habitantes, Wayne Lakes estaba compuesto por el 98.19% blancos, el 0.7% eran afroamericanos, el 0.14% eran amerindios, el 0% eran asiáticos, el 0% eran isleños del Pacífico, el 0.14% eran de otras razas y el 0.84% pertenecían a dos o más razas. Del total de la población el 0.42% eran hispanos o latinos de cualquier raza.